# Ернст Гюрліманн
Ернст Гюрліманн (19 жовтня 1934) — швейцарський академічний веслувальник.
Бронзовий призер Олімпійських Ігор 1960 року в складі парної двійки.